# 加德瓦尔
加德瓦尔（Gadwal），是印度安得拉邦馬布那加爾縣的一个城镇。总人口51428（2001年）。

## 人口
该地2001年总人口51428人，其中男性26367人，女性25061人；0—6岁人口6538人，其中男3301人，女3237人；识字率57.30%，其中男性为66.58%，女性为47.54%。